# Strobilanthes trichophorus
Strobilanthes trichophorus är en akantusväxtart som beskrevs av C. E. C. Fischer. Strobilanthes trichophorus ingår i släktet Strobilanthes och familjen akantusväxter. Inga underarter finns listade i Catalogue of Life.